# Steganiodes mesophaea
Steganiodes mesophaea är en fjärilsart som beskrevs av George Francis Hampson 1910. Steganiodes mesophaea ingår i släktet Steganiodes och familjen nattflyn. Inga underarter finns listade i Catalogue of Life.